# Ambrogio Bianchi

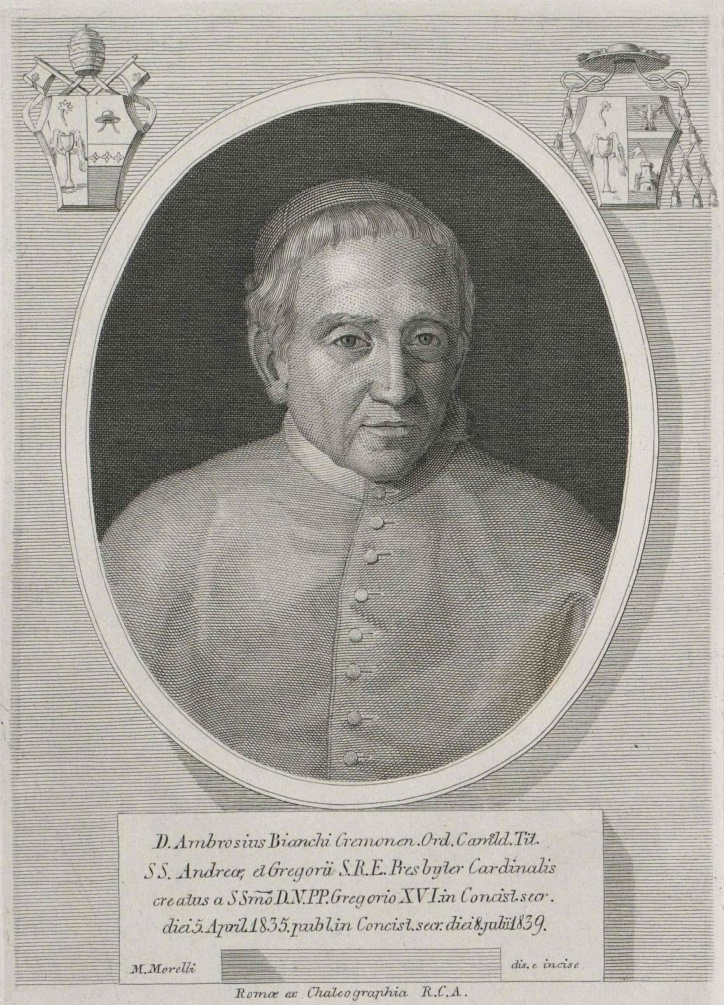
Ambrogio Kardinal Bianchi OSBCam

Ambrogio Bianchi OSBCam (* 17. Oktober 1771 in Cremona; † 3. März 1856 in Rom) war Generalabt der Kamaldulenser und Kardinal der Römischen Kirche.

## Leben
Er trat in den Orden der Kamaldulenser ein und wurde später Professor am Seminar in Fabriano. 1823 war er Abt des Klosters Fonte Avellana, 1828 wurde er Generalvisitator und 1833 Generalvikar seines Ordens. Im Jahr 1835 wurde er zum Generalabt der Kamaldulenser gewählt.
Papst Gregor XVI. erhob Bianchi im Konsistorium vom 6. April 1835 zum Kardinal  in pectore, was im Juli 1839 publiziert wurde, zugleich mit seiner Ernennung zum Kardinalpriester der Titelkirche Santi Andrea e Gregorio al Monte Celio. Er blieb weiterhin Generalabt der Kamaldulenser. Vom 31. Juli 1840 bis zu seinem Tod war er Präfekt der Kongregation für die Ordensdisziplin. Er nahm am Konklave 1846 teil, das Papst Pius IX. wählte.
Kardinal Ambrogio Bianchi starb 1856 in Rom und wurde in seiner Titelkirche Santi Andrea e Gregorio al Monte Celio beigesetzt.

## Werke
- Positio super introductione causae. 1843.